# (7603) Salopia
(7603) Salopia ist ein Asteroid des äußeren Hauptgürtels, der am 25. Juli 1995 vom britischen Amateurastronomen Stephen P. Laurie am Observatorium von Church Stretton (IAU-Code 966) in Shropshire in England entdeckt wurde.
Der Himmelskörper wurde nach der lateinischen Bezeichnung Salopia für die zeremonielle und traditionelle Grafschaft Shropshire in den West Midlands in England benannt.
Der Asteroid gehört zur Eos-Familie, einer Gruppe von Asteroiden, welche typischerweise große Halbachsen von 2,95 bis 3,1 AE aufweisen, nach innen begrenzt von der Kirkwoodlücke der 7:3-Resonanz mit Jupiter, sowie Bahnneigungen zwischen 8° und 12°. Die Gruppe ist nach dem Asteroiden (221) Eos benannt. Es wird vermutet, dass die Familie vor mehr als einer Milliarde Jahren durch eine Kollision entstanden ist.